# Tortura e abusi su prigionieri a Bagram

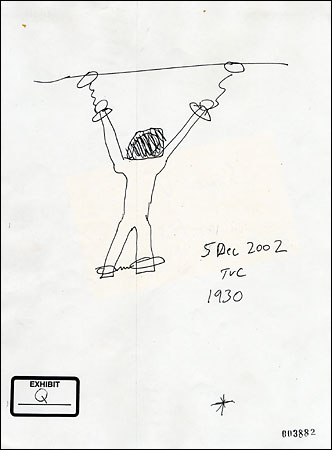
Ricostruzione grafica di una delle torture avvenute a Bagram

Nel 2005, il New York Times ottenne un rapporto di 2.000 pagine dell'Esercito statunitense riguardante gli omicidi di due prigionieri civili afghani disarmati da parte delle forze armate statunitensi nel 2002 al Bagram Collection Point o BCP. I prigionieri, Habibullah e Dilawar, furono incatenati al soffitto e picchiati fino a causarne la morte. Coroner militari stabilirono che entrambe le morti di prigionieri erano omicidi. Le autopsie rivelarono gravi traumi alle gambe di entrambi i prigionieri, sostenendo che il trauma fosse paragonabile all'essere calpestati da un autobus. Sette soldati furono accusati.
Il generale Daniel K. McNeill, futuro comandante del contingente ISAF in Afghanistan (dal 4 febbraio 2007), avrebbe inizialmente sostenuto che Habibullah e Dilawar non fossero stati né incatenati né maltrattati, affermazioni poi smentite dai fatti.

## Carcere di Bagram
Le torture e gli omicidi si svolsero al centro di detenzione noto come Bagram Collection Point (B.C.P.), situato nella base militare USA aeroporto di Bagram. Il B.C.P. è in una vecchia struttura con tetto in lamiera e pavimento di cemento che era stato costruito dai Sovietici come officina di velivoli durante l'intervento militare sovietico in Afghanistan (1979-1989), che è stata riadattata al nuovo scopo dagli americani con cinque recinti metallici in filo spinato e celle di isolamento in legno compensato.
Nel gennaio 2008 sono presenti 630 prigionieri.
L'11 dicembre 2014 viene annunciato la chiusura del Bcp.
Il BCP è all'interno della Base Aerea di Bagram nell'antica città di Bagram vicino Charikar nel Parvan, in Afghanistan.

## Habibullah
Habibullah morì il 4 dicembre 2002 per mano di diversi soldati statunitensi. Questi colpirono l'uomo incatenato con cosiddetti "colpi peronei", o colpi pesanti sul punto della gamba sotto il ginocchio (inabilita la gamba colpendo il nervo peronale comune). Stando al New York Times:
Il 3 dicembre, la stima di Habibullah per la resistenza sembrava fare di lui un bersaglio in vista. [Ricevette almeno 9 colpi peronali da due poliziotti militari per essere stato "renitente e combattivo."]
 ... Quando il Sergente James P. Boland vide Habibullah il 3 dicembre, questi era in una delle celle di isolamento, incatenato al soffitto da due paia di manette e una catena attorno alla cintola. Il suo corpo era crollato all'indietro, tenuto su dalle catene. Il Sergente Boland ... era entrato nella cella con [gli Specialisti Anthony M. Morden e Brian E. Cammack]. ...
tirando violentemente al prigioniero ginocchiate nella coscia, "forse un paio" di volte. Il corpo fiacco di Habibullah si dimenava avanti e indietro nelle catene.
Quando i medici arrivarono, trovarono Habibullah morto.

## Dilawar

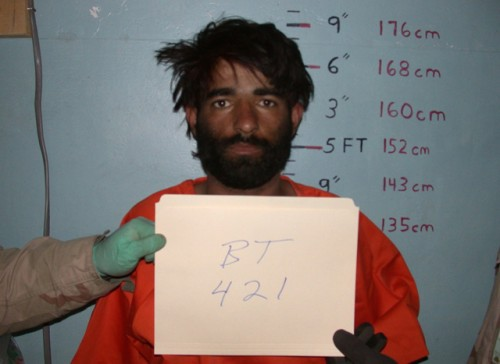
Dilawar durante il periodo di prigionia, nel 2002

Dilawar, che morì il 10 dicembre 2002, era un tassista e agricoltore afghano ventiduenne che pesava 55 kg ed era descritto dai suoi interpreti come né violento né aggressivo.
Mentre veniva colpito, ripeteva urlando "Allah!". Pare che il grido avesse divertito il personale militare statunitense, in quanto l'atto di colpirlo così da provocare l'urlo "Allah!" alla fine "divenne un modo di scherzare", stando a uno dei soldati. "Le persone continuavano a dar mostra di tirare al detenuto colpi al peroneo comune solo per sentirlo urlare 'Allah'", disse. "Andò avanti per un periodo di oltre 24 ore, e direi che erano più di 100 colpi".
Il Times scrisse che:
Nel giorno della sua morte, Dilawar era stato incatenato per i polsi al soffitto della sua cella per più dei precedenti quattro giorni.
"Una guardia provò a costringere il ragazzo sulle ginocchia. Ma le sue gambe, che erano state colpite dalle guardie per diversi giorni, non si piegavano più. Un interrogatore disse a Dilawar che avrebbe potuto vedere un dottore quando avrebbero finito con lui. Quando infine fu spedito indietro alla sua cella, però, le guardie erano state incaricate solo di incatenarlo nuovamente al soffitto.
"Lascialo su", una delle guardie ritiene che abbia detto lo Specialista Claus . Passarono molte ore prima che un dottore di emergenza vedesse infine Dilawar. Allora era già morto, il suo corpo iniziava a irrigidirsi. 
Passarono molti mesi prima che gli investigatori dell'Esercito scoprissero un altro dettaglio raccapricciante: la maggior parte di coloro che l'avevano interrogato ritenevano che Dilawar fosse un innocente che semplicemente guidava il suo taxi vicino alla base americana nel momento sbagliato.

## Mohammed Sulaymon Barre
Un profugo somalo, di nome Mohammed Sulaymon Barre, che lavorava per una compagnia di trasferimento di fondi, ha descritto la sua interrogazione a Bagram come "tortura".
Barre ha detto che veniva preso e gettato intorno alla stanza degli interrogatori quando non voleva ammettere una dichiarazione falsa. Poi fu messo in una stanza di isolamento che fu tenuta a una temperatura pungentemente fredda per diverse settimane. Ha detto che veniva privato delle razioni necessarie durante il periodo di isolamento. Ha detto che il gonfiore di mani e piedi a causa di questo trattamento gli causava un atroce dolore che non riusciva a sopportare.

## Investigazione
Nell'ottobre del 2004, il Comando di Investigazione Criminale dell'Esercito Statunitense concluse che c'era motivo per accusare 27 tra ufficiali e personale arruolato, nel caso Dilawar, con capi d'accusa che vanno da inadempienza del dovere a mutilazione e omicidio colposo. Quindici degli stessi soldati furono anche accusati per probabile responsabilità criminale nel caso Habibullah. Sette soldati sono stati imputati finora.

## Investigazioni in corso e pene
Stando a un articolo pubblicato nel New York Times del 15 ottobre 2004 28 soldati erano indagati. Alcuni dei soldati erano riservisti nella 377ª Compagnia di Polizia Militare. La 377^ era sotto il comando del capitano Christopher M. Beiring. Gli altri erano nel 519º Battaglione di Intelligence Militare. Questi erano sotto il comando del capitano Carolyn A. Wood.
Al 15 novembre 2005 sono state esposte accuse contro 15 soldati.
Alcuni di coloro che avevano condotto gli interrogatori furono reimpiegati in Iraq alla  Prigione di Abu Ghraib.
Il soldato di I° classe Corsetti fu multato e degradato per non avere l'autorizzazione a condurre un interrogatorio ad Abu Ghraib.
Ai soldati responsabili vengono applicate condanne lievi che vanno dalla semplice degradazione alla pena di 5 mesi di reclusione. Ahmed Nader Nadery, della "Commissione indipendente afgana sui diritti umani", commenta: «Queste condanne sono una presa in giro per il popolo afgano» .